# Аганин, Айдар Рашидович
Айда́р Раши́дович Ага́нин (род. 23 августа 1967, Казань, Татарская АССР, РСФСР, СССР) — российский дипломат и журналист татарского происхождения. Чрезвычайный и полномочный посланник 1 класса (2023).

## Карьерная лестница

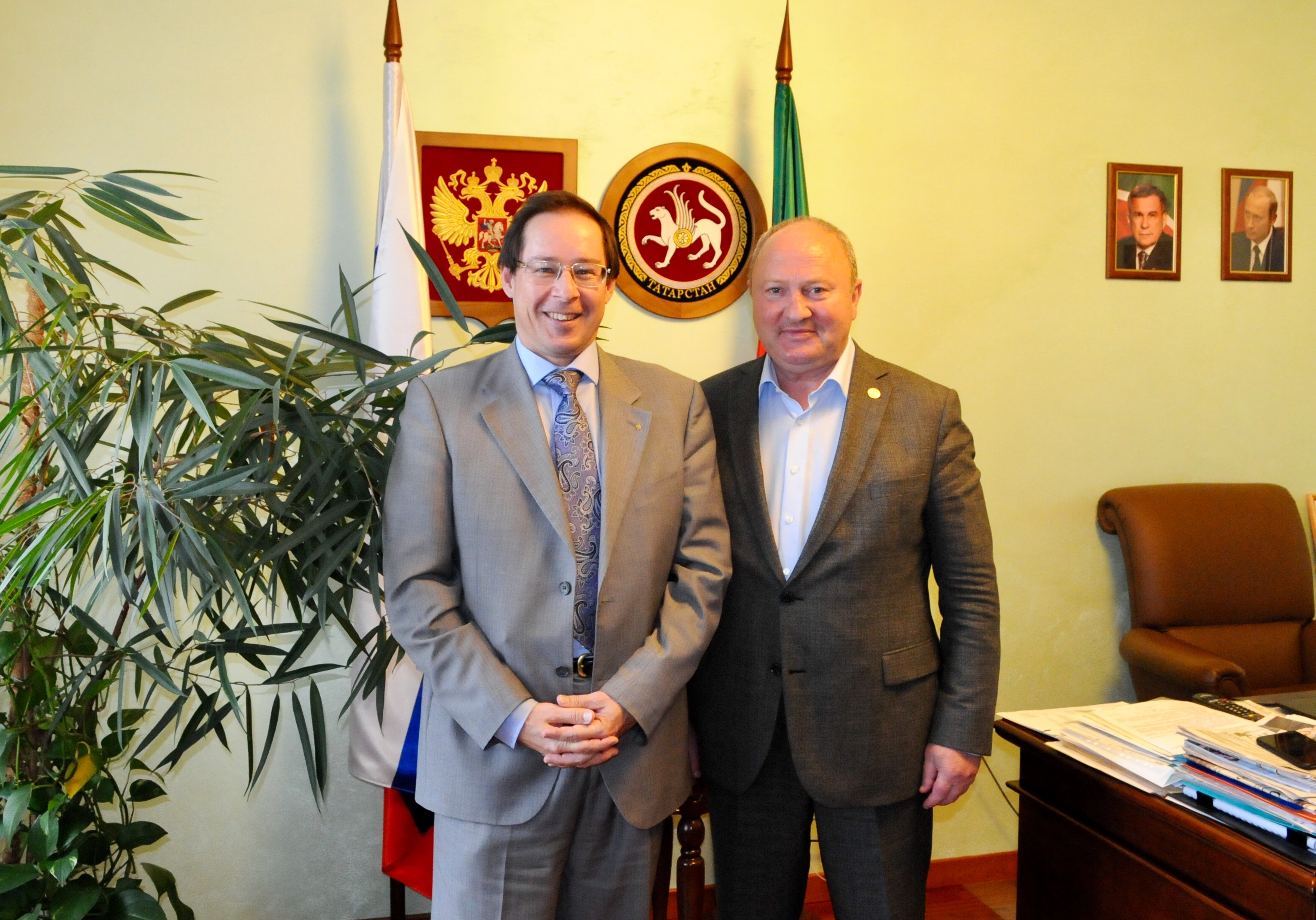
С Равилем Ахметшиным во время визита в Полномочное представительство Республики Татарстан в Российской Федерации, 13.08.2019

Окончил МГИМО МИД СССР (1990). Владеет арабским, английским языками и ивритом. На дипломатической службе с 1990 года.
- В 2003—2007 годах — советник Посольства России в Иордании.
- В 2007—2011 годах — журналист, возглавлявший арабскую службу новостей «Россия Аль-Яум» государственного международного информационного агентства «Россия сегодня»[2][3][4][5][6][7].
- В 2011—2016 годах — старший советник Посольства России в США.
- В 2017—2019 годах — глава представительства Российской Федерации при Палестинской национальной администрации.
- В 2019—2022 годах — заместитель начальника Департамента внешнеполитического планирования Министерства иностранных дел Российской Федерации.
- С 29 декабря 2022 года — чрезвычайный и полномочный посол Российской Федерации в Ливии[8].

На ранних этапах своей карьеры Аганин также служил в дипломатической миссии в Ираке; свободно говорит на русском, английском, арабском и иврите.

## Избранные публикации
- Водные ресурсы бассейна реки Иордан и арабо-израильский конфликт
- Племена и кланы Иорданского Хашимитского Королевства
- Современная Иордания
- Библейский Иордан

## Дипломатический ранг
- Чрезвычайный и полномочный посланник 2 класса (11 июня 2019)[10].
- Чрезвычайный и полномочный посланник 1 класса (2 октября 2023)[11].